# Nyctibatrachus major
Nyctibatrachus major är en groddjursart som beskrevs av George Albert Boulenger 1882. Nyctibatrachus major ingår i släktet Nyctibatrachus och familjen Nyctibatrachidae. IUCN kategoriserar arten globalt som sårbar. Inga underarter finns listade i Catalogue of Life.